# Ковальов Олексій Іванович (штаб-сержант)
Олексій Іванович Ковальов (1994—2022) — штаб-сержант Збройних Сил України, учасник російсько-української війни.

## Життєпис
Народився 27 квітня 1994 року в селі Олешня Охтирського району Сумської області.
Військову службу проходив у 91 окремому Охтирському полку підтримки.
Брав участь у миротворчій операції в складі національного контингенту в Косово, Республіка Сербія 2021 рік
Брав участь в АТО, ООС.
Загинув 26 лютого 2022 в районі міста Охтирка.

## Нагороди та вшанування
- Орден «За мужність» III ступеня[1].
- Почесний громадянин міста-героя Охтирки.
- Медаль "За участь в антитерористичній операції".
- Медаль НАТО «За службу миру».